# Mary Somerset
Mary Somerset, hertiginna av Beaufort, född 1630, död 7 januari 1715, även känd som Mary Seymour, Lady Beauchamp och Mary Capell, var en engelsk botaniker.  Hon var under sin samtid känd för sina stora trädgårdsanläggningar, sitt intresse för botanik och sin kunskap om olika växter, och hon agerade som konsult åt samtida engelska botaniker och forskare.